# Stefano De Benedetti
Stefano De Benedetti (Genova, 10 marzo 1958) è uno scialpinista, alpinista e dirigente d'azienda italiano.
È famoso per le sue impegnative discese di sci estremo, ottanta delle quali prime discese, effettuate sulle Alpi in particolare sul Massiccio del Monte Bianco.

## Biografia

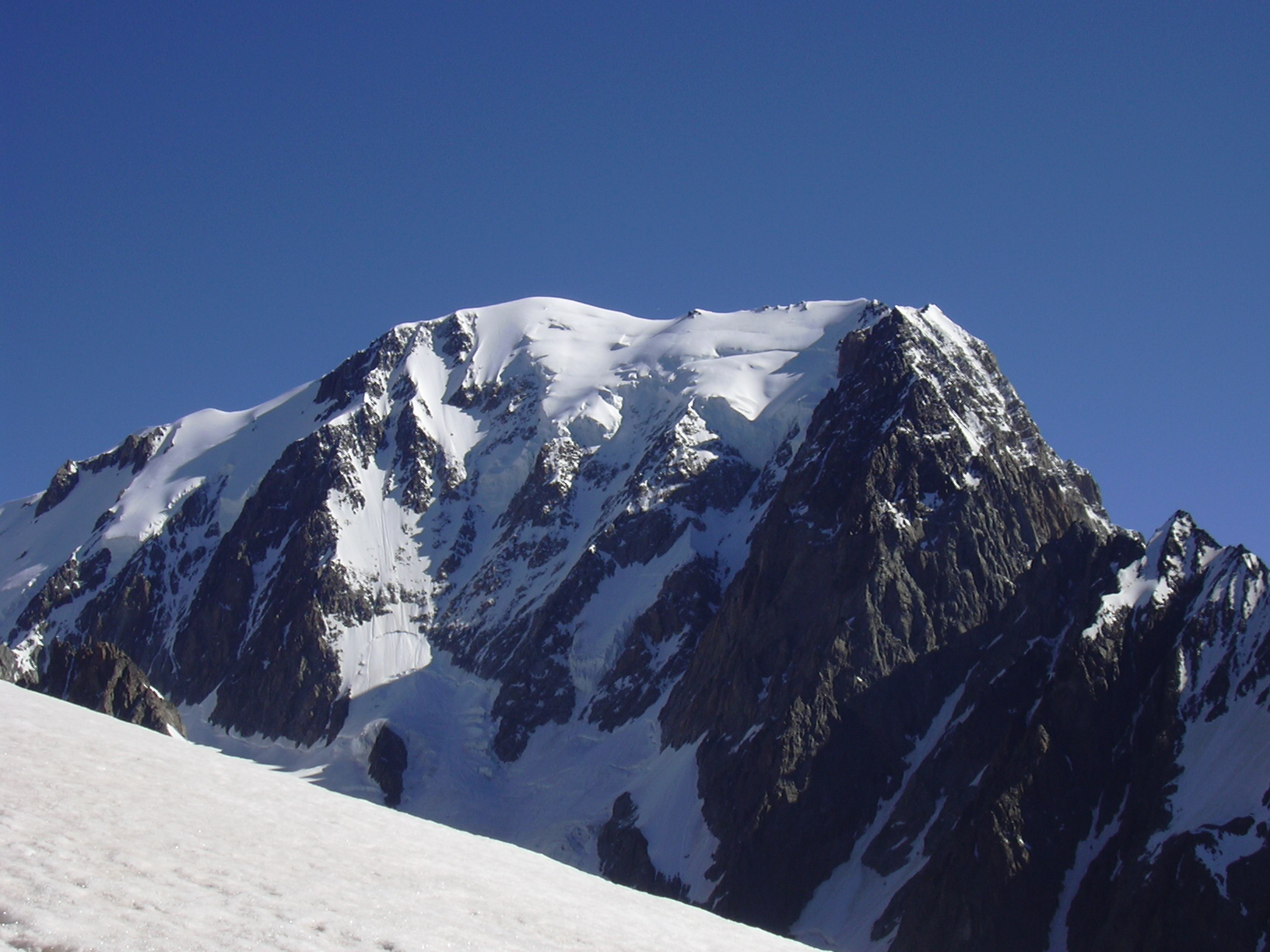
La parete sud-ovest del Monte Bianco discesa da Stefano De Benedetti nel 1980.

Scopre lo sci alpinismo e la discesa in neve fresca frequentando la Val di Susa. Nel 1977 a diciannove anni si iscrive alla facoltà di Economia e parallelamente incomincia a praticare lo sci estremo. Affitta un furgone Volkswagen e inizia a girare le Alpi compiendo una dozzina di discese tra cui la nord del Gran Paradiso e il canalone Gervasutti del Mont Blanc du Tacul.
Nel 1986 dopo dieci anni dedicati a questa attività, culminati con la discesa della Cresta dell'Innominata sul Monte Bianco decide di smettere. "Decisi che avevo stressato troppo la fortuna" disse in una intervista, a sottolineare la estrema pericolosità delle sue imprese. Negli anni successivi si è occupato della regia di spot per la Sector No Limits. Dal 2000 infine si è dedicato al campo dell'energia divenendo amministratore delegato della Società Energia Valle d'Aosta (SEVA), azienda che realizza centrali idroelettriche ed eoliche.
Gli sci utilizzati per la discesa della Cresta dell'Innominata sono esposti al Museo nazionale della montagna di Torino.

## Discese di sci estremo

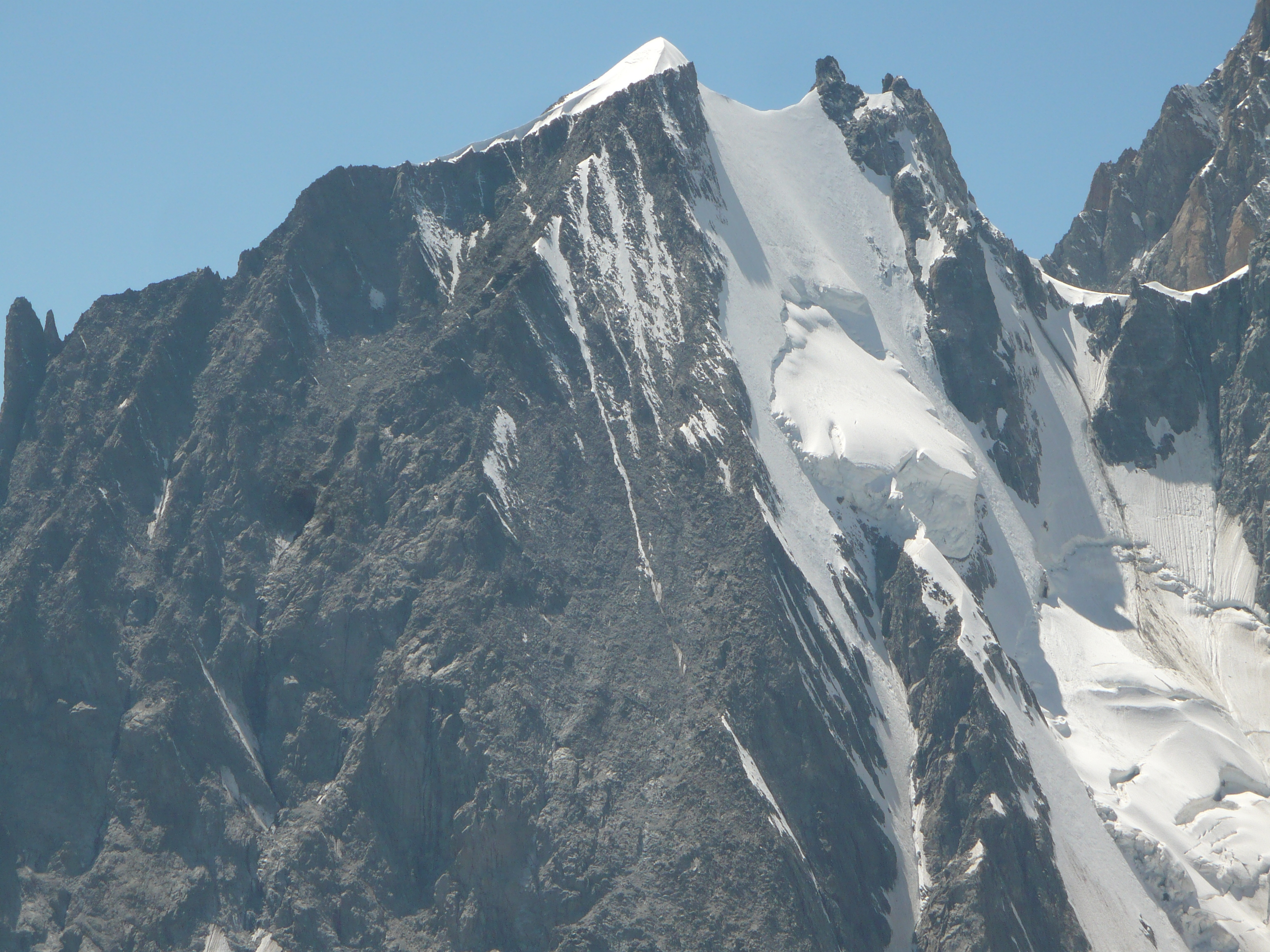
Le pareti nord (innevata) ed est (in primo piano) del Aiguille Blanche de Peuterey discese da Stefano De Benedetti nel 1980 e 1984.

Nella lista che segue sono elencate alcune delle sue più importanti discese:
- Parete nord - Punta Ramiere (ITA) - 1977 - Discesa con E. Bollero
- Couloir des Italiens - Grande Casse (FRA) - 12 agosto 1977 - Seconda discesa, prima italiana[6]
- Parete nord - Uia di Ciamarella (ITA) - 24 agosto 1977 - Prima discesa italiana[6]
- Canalone di Lourousa - Monte Argentera (ITA) - 2 settembre 1977[6]
- Couloir Gervasutti - Tour Ronde (FRA) - 23 settembre 1977 - Prima discesa italiana[6]
- Couloir Gervasutti - Mont Blanc du Tacul (FRA) - 26 settembre 1977 - Prima discesa italiana[6]
- Couloir della Forcella - Monte Argentera (ITA) - 12 ottobre 1977 - Prima discesa[6]
- Parete nord-ovest - Pizzo Cassandra (ITA) - 24 aprile 1978 - Prima discesa[6]
- Concatenamento - Parete nord Becca di Monciair e parete nord Ciarforon (ITA) - 3 agosto 1978[6]
- Concatenamento - Parete est e parete nord-ovest Gran Paradiso (ITA) - 10 agosto 1978[6]
- Sperone delle Brenva - Monte Bianco (ITA) - 1978
- Couloir Couturier - Aiguille Verte (FRA) - 1979
- Couloir Coolidge - Monviso (ITA) - 1979
- Parete nord-ovest - Grivola (ITA) - 1979
- Couloir est - Aiguilles de Trélatête (ITA) - 15 luglio 1979[7]
- Parete nord - Roccia Viva - 1979
- Via dei Francesi - Monte Rosa, parete est (ITA) - 24 giugno 1979 - Questa discesa è tuttora irripetuta. In salita e discesa fu accompagnato a piedi da Gianni Comino.[8]
- Via Major - Monte Bianco (ITA) - 7 settembre 1979 - Prima discesa. In salita e discesa fu accompagnato a piedi da Gianni Comino.[9]
- Parete nord-est - Grivola (ITA) - 13 luglio 1980 - Prima discesa
- Parete sud-ovest - Monte Bianco (ITA) - settembre 1980 - Prima discesa del couloir Gréloz-Roch
- Via Grivel-Chabod - Aiguille Blanche de Peuterey (ITA) - 14 settembre 1980 - Prima discesa, ripetuta solamente nel 2010 da Francesco Civra Dano e Luca Rolli[10]
- Gran couloir del Frêney - Monte Bianco (ITA) - luglio 1981 - Prima discesa[11]
- Parete sud-ovest - Monte Niblè (ITA) - 1983 - Prima discesa
- Diagonale - Monte Maudit (ITA) - 16 giugno 1983[12]
- Via dei Viennesi - Fletschhorn (SUI) - 6 luglio 1983 - Prima discesa, parete nord
- Parete est - Aiguille Blanche de Peuterey (ITA) - 14 giugno 1984 - Salita effettuata con Giorgio Passino, ma quest'ultimo dovette rinunciare alle discesa per la troppa poca neve per due sciatori. La discesa è stata ripetuta per la prima volta nel 2013 da Francesco Civra Dano e Luca Rolli in sci e da Julien Herry e Davide Capozzi in snowboard, il giorno seguente in sci da Ben Briggs.[13]
- Cresta dell'Innominata - Monte Bianco (ITA) - 11 giugno 1986 - Prima discesa[2][14]
- Parete Ovest - Diretta al Triangolo - Monviso (ITA) - 1986 prima discesa, ripetuta solo nel maggio 2009 da Federico Varengo

## Filmografia
- La parete che non c'è - 1996 - Cda & Vivalda Editori[15]

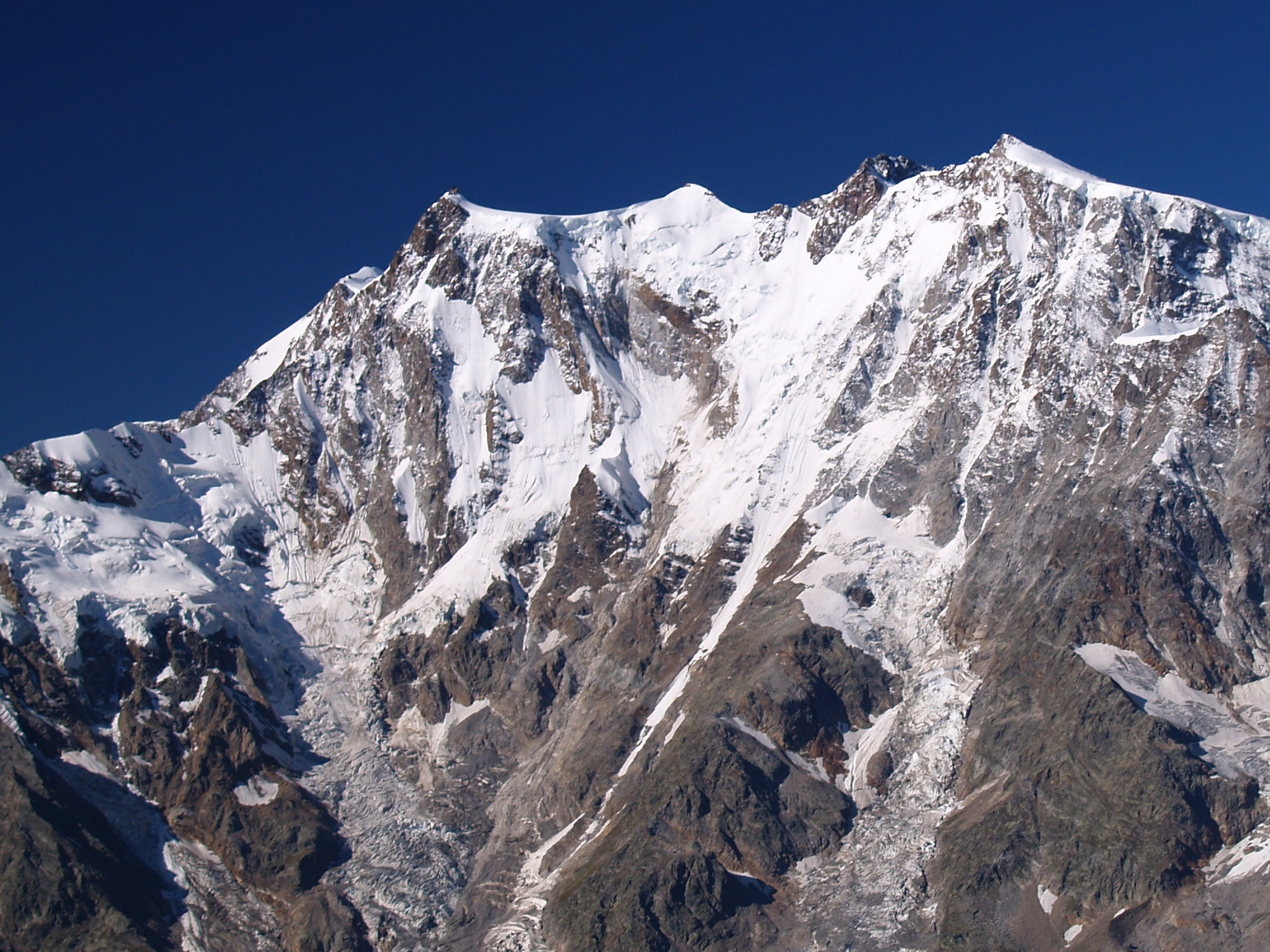
La parete est del Monte Rosa: la discesa di Stefano De Benedetti, tuttora irripetuta, si svolge sotto la Punta Gnifetti, la prima vetta da sinistra nella foto.

- Steep - 2007 - Storia dello sci estremo dai pionieri ad oggi[16]
- Monviso Mon Amour di Fabio Gianotti e Enzo Cardonatti (Kosmoki 2016)